# Serie B 1956-1957
La Serie B 1956-1957 è stata la 25ª edizione del secondo livello del campionato italiano di calcio a girone unico, disputata tra il 16 settembre 1956 e il 23 giugno 1957 e conclusa con la vittoria del Verona, al suo primo titolo.
Capocannoniere del torneo è stato Paolo Erba (Parma) con 16 reti.

## Stagione

### Antefatti
Il campionato si preannunciava incerto; il giornalista della Stampa Gianni Pignata prevedeva un torneo di cui «indovinare l'esito sarebbe come vincere al Totocalcio», e indicava quattro potenziali candidate alla promozione: l'Alessandria, il Cagliari, il Catania e la Simmenthal-Monza. Un pre-campionato deludente induceva a dubitare delle reali possibilità dei piemontesi, autori di una campagna acquisti «milionaria». Il Cagliari puntava sull'esperienza dell'allenatore Rigotti, che nella stagione da poco conclusa aveva condotto in Serie A il Palermo. Il Monza aveva confermato dieci undicesimi della squadra terza l'anno prima, mentre sul Corriere dello Sport Ezio De Cesari evidenziava il valore della compagine catanese, profondamente rinnovata: «minaccia davvero di far sul serio. Di spezzare troppo presto l'equilibrio. I nomi ci sono. Gente che in B neanche il Novara può vantare». Riguardo agli azzurri, essi provenivano dalla A e avevano confermato «più o meno la stessa squadra della passata stagione»; lo stesso De Cesari rilevava la presenza di «troppi anziani» e la dirigenza dichiarava «di non nutrire pretese», considerando l'incombente torneo sostanzialmente di transizione. Tra le outsider erano citate il Verona («dovrebbe combinare qualcosa di buono»), il Brescia («con una prima linea di "pivelli" guidata da Fraschini») ed il Legnano («unica squadra che non ha cambiato un uomo del suo schieramento»).

### Il campionato
Il Messina, dopo una fulminea partenza sulla quale l'allenatore Hiden aveva ostentato prudenza («non si deve pensare che il Messina possa ancora conseguire progressi vistosi»), lasciò spazio alla più solida avanzata del Verona, che nelle prime sette gare seppe mantenere la propria porta inviolata; il cronista Enzo Longo descrisse gli scaligeri come squadra «equilibrata in ogni reparto, veloce ed estrosa, ha il merito di giocare un foot-ball piano, facile, senza fronzoli ma pur sempre redditizio. Alla valentia ed all'astuzia dei pochi anziani, accoppia la velocità ardente dei suoi giovanissimi». Sconfitti i gialloblù nello scontro diretto, l'Alessandria s'insediò nelle posizioni di vertice; in quello stesso frangente due crisi di risultati estromisero dalla lotta per la promozione Monza e Cagliari, che sollevarono dall'incarico i rispettivi allenatori. A Rigotti, in particolare, era contestata l'insistenza sul catenaccio («Il Cagliari non ha scattisti all'attacco e l'handicap è insormontabile per chi vorrebbe affidarsi al contropiede» spiegava De Cesari); poiché col più offensivo Silvio Piola i risultati non migliorarono, il lavoro dell'allenatore fu più avanti rivalutato («Senza i suoi catenacci, il Cagliari [...] sarebbe oggi in zona retrocessione»). Calava il suo ritmo anche il Messina («non sono bastati i coraggiosi esperimenti tentati da Hiden [...] per poter competere a lungo con avversari più ricchi e più bravi»), che nel girone di ritorno, in piena crisi, arrivò ad affidare per un periodo la panchina al venticinquenne mediano Colomban. Emersero invece il Venezia neopromossa che andava «superando le più ottimistiche previsioni» e che vantava un calciatore (Paolo Barison) convocato in Nazionale, ed il Catania; furono soprattutto i rossazzurri, il cui allenatore Poggi si era deciso ad adottare una tattica prudente e meno spregiudicata rispetto alle prime giornate, ad approfittare di un rallentamento delle due squadre di vertice e ad agganciare il Verona in vetta proprio alla fine del girone d'andata.

Il parmense Paolo Erba, miglior marcatore del campionato con 16 gol.

Nel girone di ritorno nessuna squadra seppe andare in fuga, e si delineò un campionato «sottomedia». Il Verona, pur «ben guidato e ben controllato» era considerato avere «mezzi inferiori tanto al Catania quanto all'Alessandria per qualità», mentre i rossazzurri davano ai critici la sensazione che se non fossero stati i grigi ad aver «fatto tutto il possibile per spianargli la strada, il campionato sarebbe finito per loro da un pezzo». I piemontesi, dal canto loro, soffrivano di una certa incostanza (scriveva La Stampa: «l'attacco, sia pure con alti e bassi di rendimento, si è dimostrato quasi sempre all'altezza della situazione. Non così la difesa, che nonostante il prodigarsi dell'ottimo Pedroni, ha incassato in quindici partite diciannove goal»); col tempo aumentarono le critiche alla gestione di Sperone: «Ha una manovra prolissa, tatticamente è un mezzo disastro. Un'Alessandria ben guidata [...] avrebbe potuto emulare le gesta dell'Udinese dell'anno passato» (De Cesari). Il terzetto procedette dunque con lentezza, ed assisté al ritorno del Brescia, che aveva trovato «nel diciassettenne Nova il rimedio ai suoi guai d'attacco». Le quattro squadre giunsero all'ultima giornata in un gruppo tanto compatto che, terminati i primi tempi, risultavano tutte prime a pari merito. Al Verona bastò poi un pareggio per conquistare la promozione nel massimo campionato dopo ventott'anni, la prima nella Serie A a girone unico. Alessandria e Brescia approfittarono invece dell'inopinata caduta del Catania nei minuti finali della gara contro un Modena in inferiorità numerica e già salvo per scavalcarlo e chiudere in seconda posizione. La società rossazzurra arrivò a svolgere «un'inchiesta» sul comportamento dei calciatori nel corso della partita ed inflisse loro una multa di 100 000 lire.
Lo spareggio tra le seconde si disputò allo Stadio di San Siro il 23 giugno 1957; l'Alessandria, che disponeva «di uomini più maturi ed esperti» vinse ai supplementari «meritatamente», avendo «dimostrato di possedere una più solida inquadratura di squadra». L'inviato del Corriere dello Sport Giulio Signori rilevò che il Brescia «non si sarebbe lasciato sfuggire il successo [...] se un terzo delle occasioni da gol create a ripetizione fosse stato sfruttato». L'Alessandria, che nel mese di aprile aveva sostituito Sperone con l'allenatore delle giovanili Robotti e con il terzino Pedroni, s'impose sviluppando viceversa quello che il cronista dell'Unità Piero Zoccola descriveva come «un gioco sfuggente, fatto di pause, di accorti vuoti, di manovre ritardatrici».
In zona salvezza fu premiata la rimonta che la debuttante Sambenedettese avviò nel finale di campionato: per il Corriere dello Sport «elemento determinante della salvezza» fu affidare «la direzione tecnica», nel girone di ritorno, a Capocasale. Un'altra risalita fu tentata della Pro Patria e, pur creando nel finale alcune angosce ad un Taranto in difficoltà, non condusse a risultati concreti: i bustocchi, alla loro seconda retrocessione consecutiva, fecero ritorno in Serie C dopo sedici anni in compagnia del Legnano, che a sua volta mancava dalla terza divisione da prima dell'interruzione bellica. Le due squadre lombarde retrocedevano assieme, a pochi anni dalla rinuncia alla fusione nell'Olonia, e per i lilla si rivelò un viaggio senza ritorno.

## Squadre partecipanti
| Club              | Stagione | Città                    | Stadio                                                         | Stagione precedente              |
| ----------------- | -------- | ------------------------ | -------------------------------------------------------------- | -------------------------------- |
| Alessandria       | dettagli | Alessandria              | Stadio Giuseppe Moccagatta                                     | 9º posto in Serie B              |
| Bari              | dettagli | Bari                     | Stadio della Vittoria                                          | 11º posto in Serie B             |
| Brescia           | dettagli | Brescia                  | Stadium di viale Piave                                         | 7º posto in Serie B              |
| Cagliari          | dettagli | Cagliari                 | Stadio Amsicora                                                | 5º posto in Serie B              |
| Catania           | dettagli | Catania                  | Stadio Cibali                                                  | 5º posto in Serie B              |
| Como              | dettagli | Como                     | Stadio Giuseppe Sinigaglia                                     | 3º posto in Serie B              |
| Legnano           | dettagli | Legnano                  | Stadio di via Carlo Pisacane                                   | 14º posto in Serie B             |
| Marzotto Valdagno | dettagli | Valdagno                 | Stadio dei Fiori                                               | 16º posto in Serie B             |
| Messina           | dettagli | Messina                  | Stadio Giovanni Celeste                                        | 11º posto in Serie B             |
| Modena            | dettagli | Modena                   | Stadio Comunale                                                | 8º posto in Serie B              |
| Novara            | dettagli | Novara                   | Stadio Comunale                                                | 17º posto in Serie A, retrocesso |
| Parma             | dettagli | Parma                    | Stadio Ennio Tardini                                           | 15º posto in Serie B             |
| Pro Patria        | dettagli | Busto Arsizio            | Stadio Comunale                                                | 18º posto in Serie A, retrocessa |
| Sambenedettese    | dettagli | San Benedetto del Tronto | Stadio Fratelli Ballarin                                       | 1º posto in Serie C, promossa    |
| Simmenthal-Monza  | dettagli | Monza                    | Stadio San Gregorio                                            | 3º posto in Serie B              |
| Taranto           | dettagli | Taranto                  | Stadio Valentino Mazzola Stadio della Vittoria, Bari (solo 3ª) | 11º posto in Serie B             |
| Venezia           | dettagli | Venezia                  | Stadio Pierluigi Penzo                                         | 1º posto in Serie C, promosso    |
| Verona            | dettagli | Verona                   | Stadio Marcantonio Bentegodi                                   | 9º posto in Serie B              |

## Allenatori e primatisti
| Squadra           | Allenatore                                                                         | Calciatore più presente                                               | Cannoniere                               |
| ----------------- | ---------------------------------------------------------------------------------- | --------------------------------------------------------------------- | ---------------------------------------- |
| Alessandria       | Mario Sperone (1ª-27ª) Luciano Robotti (28ª-34ª)                                   | Egidio Morbello (34)                                                  | Egidio Morbello (11)                     |
| Bari              | Federico Allasio                                                                   | Luigi Bretti, Gianni Seghedoni (33)                                   | Luigi Bretti (8)                         |
| Brescia           | Osvaldo Fattori                                                                    | Achille Fraschini, Piero Provezza (34)                                | Amedeo Gasparini (11)                    |
| Cagliari          | Carlo Rigotti (1ª-14ª) Raoul Bortoletto (15ª) Silvio Piola (16ª-34ª)               | Mauro Simeoli (32)                                                    | Tullio Ghersetich, Carlo Regalia (5)     |
| Catania           | Gipo Poggi                                                                         | Sebastiano Buzzin, Guglielmo Toros (34)                               | Sebastiano Buzzin, Renzo Uzzecchini (10) |
| Como              | Hugo Lamanna                                                                       | Remigio Bellini, Dalmazio Cuttica (32)                                | Giuseppe Baldini (10)                    |
| Legnano           | Ugo Innocenti                                                                      | Emilio Caprile, Fabio Soldaini (34)                                   | Emilio Caprile (9)                       |
| Marzotto Valdagno | Imre Senkey                                                                        | Fulvio Mosca (34)                                                     | Giuseppe Marchetto (12)                  |
| Messina           | Rodolphe Hiden (1ª-26ª) Antonio Colomban (27ª-30ª) Ivo Fiorentini (31ª-34ª)        | Giuseppe Salerno (34)                                                 | Adriano Rossi (6)                        |
| Modena            | Giuliano Grandi (1ª-11ª) Manlio Bacigalupo (12ª-34ª)                               | Osvaldo Biancardi (33)                                                | Gaetano Gaeta (9)                        |
| Novara            | Luigi Rossetto (1ª-9ª) Evaristo Barrera (10ª-34ª)                                  | Rino De Togni (33)                                                    | Adriano Manzino (10)                     |
| Parma             | Gino Giuberti (1ª-7ª) Čestmír Vycpálek (8ª-34ª)                                    | Ivo Cocconi (34)                                                      | Paolo Erba (16)                          |
| Pro Patria        | Carlo Reguzzoni                                                                    | Franco Danova (34)                                                    | Franco Danova (15)                       |
| Sambenedettese    | Bruno Biagini (1ª-18ª) Francesco Capocasale (19ª-34ª)                              | Angelo Buratti, Virginio Guidazzi (33)                                | Angelo Buratti (11)                      |
| Simmenthal-Monza  | Eraldo Monzeglio (1ª-10ª) Bruno Arcari (11ª-34ª)                                   | Carlo Tagnin (32)                                                     | Aurelio Milani (14)                      |
| Taranto           | Mario Perazzolo (1ª-14ª) Piero Bortoletto (15ª-17ª) Leonardo Costagliola (18ª-34ª) | Antonio Giammarinaro (34)                                             | Antonio Giammarinaro (15)                |
| Venezia           | Carlo Alberto Quario                                                               | Giovanni Calegari, Gianni Molinari (33)                               | Giovanni Calegari (15)                   |
| Verona            | Angelo Piccioli                                                                    | Sante Begali, Giuseppe Cardano, Francesco Frasi, Italo Ghizzardi (34) | Vittorio Ghiandi (10)                    |

## Classifica finale
|  | Pos. | Squadra           | Pt | G  | V  | N  | P  | GF | GS |
|  | ---- | ----------------- | -- | -- | -- | -- | -- | -- | -- |
|  | 1.   | Verona            | 44 | 34 | 17 | 10 | 7  | 46 | 29 |
|  | 2.   | Alessandria       | 43 | 34 | 17 | 9  | 8  | 57 | 36 |
|  | 3.   | Brescia           | 43 | 34 | 19 | 5  | 10 | 42 | 29 |
|  | 4.   | Catania           | 42 | 34 | 18 | 6  | 10 | 53 | 31 |
|  | 5.   | Venezia           | 41 | 34 | 15 | 11 | 8  | 46 | 27 |
|  | 6.   | Novara            | 36 | 34 | 11 | 14 | 9  | 39 | 38 |
|  | 6.   | Como              | 36 | 34 | 13 | 10 | 11 | 37 | 38 |
|  | 8.   | Simmenthal-Monza  | 34 | 34 | 14 | 6  | 14 | 44 | 44 |
|  | 9.   | Marzotto Valdagno | 33 | 34 | 10 | 13 | 11 | 38 | 40 |
|  | 10.  | Cagliari          | 32 | 34 | 11 | 10 | 13 | 30 | 34 |
|  | 10.  | Bari              | 32 | 34 | 12 | 8  | 14 | 31 | 41 |
|  | 12.  | Parma             | 31 | 34 | 9  | 13 | 12 | 33 | 38 |
|  | 12.  | Modena            | 31 | 34 | 11 | 9  | 14 | 32 | 37 |
|  | 14.  | Messina           | 29 | 34 | 9  | 11 | 14 | 28 | 35 |
|  | 14.  | Sambenedettese    | 29 | 34 | 8  | 13 | 13 | 32 | 45 |
|  | 16.  | Taranto           | 28 | 34 | 10 | 8  | 16 | 35 | 47 |
|  | 17.  | Pro Patria        | 25 | 34 | 7  | 11 | 16 | 35 | 49 |
|  | 18.  | Legnano           | 23 | 34 | 7  | 9  | 18 | 31 | 51 |

Legenda:
      Promosse in Serie A 1957-1958.
      Retrocesse in Serie C 1957-1958.
Regolamento:
Due punti a vittoria, uno a pareggio, zero a sconfitta.
Era in vigore il pari merito ed in caso di parità venivano effettuati i necessari spareggi.
Note:
L'Alessandria fu promossa dopo spareggio con l'ex aequo Brescia.

### Squadra campione
| Formazione tipo | Giocatori (presenze)        |
| --- | --------------------------- |
| Ghizzardi Stefanini Cardano Begalli Frasi Larini Ghiandi Bertucco Galassini Maccacaro Bassetti                             | Italo Ghizzardi (34)        |
| Ghizzardi Stefanini Cardano Begalli Frasi Larini Ghiandi Bertucco Galassini Maccacaro Bassetti                             | Gianluigi Stefanini (23)    |
| Ghizzardi Stefanini Cardano Begalli Frasi Larini Ghiandi Bertucco Galassini Maccacaro Bassetti                             | Sante Begalli (34)          |
| Ghizzardi Stefanini Cardano Begalli Frasi Larini Ghiandi Bertucco Galassini Maccacaro Bassetti                             | Franco Frasi (34)           |
| Ghizzardi Stefanini Cardano Begalli Frasi Larini Ghiandi Bertucco Galassini Maccacaro Bassetti                             | Giuseppe Cardano (34)       |
| Ghizzardi Stefanini Cardano Begalli Frasi Larini Ghiandi Bertucco Galassini Maccacaro Bassetti                             | Enrico Larini (23)          |
| Ghizzardi Stefanini Cardano Begalli Frasi Larini Ghiandi Bertucco Galassini Maccacaro Bassetti                             | Attilio Galassini (30)      |
| Ghizzardi Stefanini Cardano Begalli Frasi Larini Ghiandi Bertucco Galassini Maccacaro Bassetti                             | Vittorio Ghiandi (30)       |
| Ghizzardi Stefanini Cardano Begalli Frasi Larini Ghiandi Bertucco Galassini Maccacaro Bassetti                             | Cesare Maccacaro (29)       |
| Ghizzardi Stefanini Cardano Begalli Frasi Larini Ghiandi Bertucco Galassini Maccacaro Bassetti                             | Gino Bertucco (30)          |
| Ghizzardi Stefanini Cardano Begalli Frasi Larini Ghiandi Bertucco Galassini Maccacaro Bassetti                             | Franco Bassetti (29)        |
| Ghizzardi Stefanini Cardano Begalli Frasi Larini Ghiandi Bertucco Galassini Maccacaro Bassetti                             | Allenatore: Angelo Piccioli |
| Altri giocatori: Narciso Donzelli (14), Auro Enzo Basiliani (12), Franco Stefanini (7), Giacomo Conio (7), Luigi Poli (3). |                             |

## Risultati

### Tabellone
|                   | Ale  | Bar  | Bre  | Cag  | Cat  | Com  | Leg  | Mar  | Mes  | Mod  | Nov  | Par  | PPa  | Sam  | Sim  | Tar  | Ven  | Ver  |
| ----------------- | ---- | ---- | ---- | ---- | ---- | ---- | ---- | ---- | ---- | ---- | ---- | ---- | ---- | ---- | ---- | ---- | ---- | ---- |
| Alessandria       | –––– | 4-2  | 2-1  | 1-1  | 1-0  | 3-3  | 4-2  | 0-0  | 3-1  | 2-0  | 2-0  | 2-0  | 2-1  | 4-1  | 2-0  | 3-1  | 1-1  | 3-1  |
| Bari              | 0-0  | –––– | 4-1  | 0-0  | 1-0  | 1-0  | 0-1  | 0-1  | 1-0  | 1-0  | 2-2  | 0-2  | 2-1  | 2-0  | 1-0  | 3-2  | 0-2  | 2-1  |
| Brescia           | 1-0  | 4-1  | –––– | 2-1  | 0-1  | 2-0  | 1-0  | 1-1  | 2-1  | 2-0  | 1-0  | 2-0  | 2-2  | 0-0  | 1-0  | 2-0  | 1-0  | 0-1  |
| Cagliari          | 0-0  | 0-0  | 1-0  | –––– | 1-0  | 3-0  | 1-1  | 2-0  | 1-0  | 0-1  | 1-1  | 2-0  | 2-1  | 1-1  | 0-2  | 0-0  | 2-0  | 3-1  |
| Catania           | 2-2  | 1-0  | 2-0  | 2-1  | –––– | 3-0  | 3-0  | 3-0  | 1-0  | 1-0  | 4-1  | 2-1  | 2-0  | 0-0  | 3-1  | 2-0  | 1-1  | 1-1  |
| Como              | 1-0  | 2-0  | 1-2  | 1-0  | 1-0  | –––– | 1-1  | 3-1  | 1-0  | 2-1  | 0-2  | 0-1  | 2-2  | 1-0  | 2-1  | 3-1  | 1-0  | 4-3  |
| Legnano           | 3-2  | 0-0  | 0-1  | 3-2  | 1-1  | 0-0  | –––– | 1-1  | 2-0  | 1-2  | 1-2  | 1-2  | 1-0  | 1-1  | 1-1  | 2-1  | 0-1  | 2-1  |
| Marzotto Valdagno | 1-2  | 1-1  | 1-0  | 0-0  | 1-4  | 2-1  | 2-0  | –––– | 0-1  | 1-0  | 0-0  | 3-1  | 2-1  | 4-1  | 2-2  | 0-1  | 1-2  | 2-0  |
| Messina           | 1-1  | 1-0  | 0-1  | 2-0  | 1-3  | 0-0  | 1-0  | 2-2  | –––– | 1-0  | 0-0  | 2-2  | 0-0  | 3-0  | 0-0  | 2-0  | 2-0  | 0-0  |
| Modena            | 2-3  | 1-1  | 0-1  | 1-0  | 1-0  | 2-1  | 3-0  | 1-1  | 1-1  | –––– | 3-1  | 2-0  | 0-1  | 0-0  | 2-1  | 3-2  | 0-0  | 1-1  |
| Novara            | 0-4  | 5-3  | 4-0  | 3-0  | 1-1  | 0-0  | 2-0  | 1-1  | 1-0  | 5-1  | –––– | 1-0  | 0-0  | 2-1  | 1-0  | 0-0  | 1-1  | 0-0  |
| Parma             | 2-0  | 0-0  | 0-0  | 4-0  | 2-1  | 0-0  | 2-1  | 0-0  | 2-1  | 0-0  | 0-0  | –––– | 2-2  | 4-0  | 2-3  | 1-1  | 0-0  | 0-2  |
| Pro Patria        | 0-1  | 1-0  | 2-2  | 1-2  | 2-3  | 1-3  | 2-1  | 1-3  | 2-2  | 1-1  | 2-2  | 0-0  | –––– | 4-1  | 2-1  | 1-0  | 0-3  | 1-2  |
| Sambenedettese    | 1-1  | 0-1  | 2-1  | 0-0  | 0-2  | 1-1  | 2-0  | 3-1  | 2-1  | 0-2  | 0-0  | 1-1  | 2-0  | –––– | 4-0  | 3-0  | 1-1  | 0-2  |
| Simmenthal Monza  | 2-1  | 0-1  | 1-4  | 2-0  | 2-1  | 0-0  | 1-1  | 2-1  | 4-0  | 2-0  | 1-0  | 3-0  | 0-1  | 3-1  | –––– | 3-2  | 3-1  | 2-0  |
| Taranto           | 2-1  | 3-1  | 0-3  | 1-2  | 2-1  | 2-1  | 4-1  | 1-0  | 0-0  | 0-0  | 2-0  | 4-1  | 0-0  | 0-1  | 2-0  | –––– | 1-1  | 0-0  |
| Venezia           | 2-0  | 1-0  | 0-1  | 2-1  | 3-0  | 2-0  | 2-1  | 1-1  | 1-2  | 2-1  | 4-0  | 1-1  | 2-0  | 1-1  | 5-1  | 2-0  | –––– | 0-0  |
| Verona            | 1-0  | 4-0  | 1-0  | 1-0  | 3-2  | 1-1  | 2-1  | 1-1  | 2-0  | 2-0  | 3-1  | 1-0  | 1-0  | 1-1  | 0-0  | 4-0  | 2-1  | –––– |

### Calendario
| andata (1ª) | andata (1ª) | Prima giornata            | ritorno (18ª) | ritorno (18ª) |
|             |             |                           |               |               |
| 16 set.     | 2-0         | Bari-Sambenedettese       | 1-0           | 3 feb.        |
| 16 set.     | 1-0         | Brescia-Legnano           | 1-0           | 3 feb.        |
| 16 set.     | 2-2         | Como-Pro Patria           | 3-1           | 3 feb.        |
| 16 set.     | 1-4         | Marzotto Valdagno-Catania | 0-3           | 3 feb.        |
| 16 set.     | 2-3         | Modena-Alessandria        | 0-2           | 3 feb.        |
| 16 set.     | 1-0         | Novara-Simmenthal Monza   | 0-1           | 3 feb.        |
| 16 set.     | 0-2         | Parma-Verona              | 0-1           | 3 feb.        |
| 16 set.     | 1-2         | Taranto-Cagliari          | 0-0           | 3 feb.        |
| 16 set.     | 1-2         | Venezia-Messina           | 0-2           | 3 feb.        |

| andata (2ª) | andata (2ª) | Seconda giornata          | ritorno (19ª) | ritorno (19ª) |
|             |             |                           |               |               |
| 23 set.     | 2-1         | Alessandria-Brescia       | 0-1           | 10 feb.       |
| 23 set.     | 0-0         | Bari-Cagliari             | 0-0           | 10 feb.       |
| 23 set.     | 0-0         | Legnano-Como              | 1-1           | 10 feb.       |
| 23 set.     | 0-1         | Marzotto Valdagno-Messina | 2-2           | 10 feb.       |
| 23 set.     | 0-1         | Modena-Pro Patria         | 1-1           | 10 feb.       |
| 23 set.     | 0-0         | Sambenedettese-Novara     | 1-2           | 10 feb.       |
| 23 set.     | 3-0         | Simmenthal Monza-Parma    | 3-2           | 10 feb.       |
| 23 set.     | 3-0         | Venezia-Catania           | 1-1           | 10 feb.       |
| 23 set.     | 4-0         | Verona-Taranto            | 0-0           | 10 feb.       |

| andata (1ª) | andata (1ª) | Prima giornata            | ritorno (18ª) | ritorno (18ª) |
|             |             |                           |               |               |
| 16 set.     | 2-0         | Bari-Sambenedettese       | 1-0           | 3 feb.        |
| 16 set.     | 1-0         | Brescia-Legnano           | 1-0           | 3 feb.        |
| 16 set.     | 2-2         | Como-Pro Patria           | 3-1           | 3 feb.        |
| 16 set.     | 1-4         | Marzotto Valdagno-Catania | 0-3           | 3 feb.        |
| 16 set.     | 2-3         | Modena-Alessandria        | 0-2           | 3 feb.        |
| 16 set.     | 1-0         | Novara-Simmenthal Monza   | 0-1           | 3 feb.        |
| 16 set.     | 0-2         | Parma-Verona              | 0-1           | 3 feb.        |
| 16 set.     | 1-2         | Taranto-Cagliari          | 0-0           | 3 feb.        |
| 16 set.     | 1-2         | Venezia-Messina           | 0-2           | 3 feb.        |

| andata (2ª) | andata (2ª) | Seconda giornata          | ritorno (19ª) | ritorno (19ª) |
|             |             |                           |               |               |
| 23 set.     | 2-1         | Alessandria-Brescia       | 0-1           | 10 feb.       |
| 23 set.     | 0-0         | Bari-Cagliari             | 0-0           | 10 feb.       |
| 23 set.     | 0-0         | Legnano-Como              | 1-1           | 10 feb.       |
| 23 set.     | 0-1         | Marzotto Valdagno-Messina | 2-2           | 10 feb.       |
| 23 set.     | 0-1         | Modena-Pro Patria         | 1-1           | 10 feb.       |
| 23 set.     | 0-0         | Sambenedettese-Novara     | 1-2           | 10 feb.       |
| 23 set.     | 3-0         | Simmenthal Monza-Parma    | 3-2           | 10 feb.       |
| 23 set.     | 3-0         | Venezia-Catania           | 1-1           | 10 feb.       |
| 23 set.     | 4-0         | Verona-Taranto            | 0-0           | 10 feb.       |

| andata (3ª) | andata (3ª) | Terza giornata            | ritorno (20ª) | ritorno (20ª) |
|             |             |                           |               |               |
| 30 set.     | 1-1         | Brescia-Marzotto Valdagno | 0-1           | 17 feb.       |
| 30 set.     | 0-2         | Cagliari-Simmenthal Monza | 0-2           | 17 feb.       |
| 30 set.     | 2-2         | Catania-Alessandria       | 0-1           | 17 feb.       |
| 30 set.     | 1-0         | Como-Sambenedettese       | 1-1           | 17 feb.       |
| 30 set.     | 1-0         | Messina-Legnano           | 0-2           | 17 feb.       |
| 30 set.     | 0-0         | Parma-Modena              | 0-2           | 17 feb.       |
| 30 set.     | 0-3         | Pro Patria-Venezia        | 0-2           | 17 feb.       |
| 30 set.     | 2-0         | Taranto-Novara            | 0-0           | 17 feb.       |
| 30 set.     | 4-0         | Verona-Bari               | 1-2           | 17 feb.       |

| andata (4ª) | andata (4ª) | Quarta giornata                  | ritorno (21ª) | ritorno (21ª) |
|             |             |                                  |               |               |
| 7 ott.      | 2-0         | Cagliari-Venezia                 | 1-2           | 24 feb.       |
| 7 ott.      | 3-0         | Catania-Legnano                  | 1-1           | 24 feb.       |
| 7 ott.      | 1-1         | Messina-Alessandria              | 1-3           | 24 feb.       |
| 7 ott.      | 1-1         | Modena-Bari                      | 0-1           | 24 feb.       |
| 7 ott.      | 0-0         | Novara-Verona                    | 1-3           | 24 feb.       |
| 7 ott.      | 1-1         | Parma-Taranto                    | 1-4           | 24 feb.       |
| 7 ott.      | 2-2         | Pro Patria-Brescia               | 2-2           | 24 feb.       |
| 7 ott.      | 3-1         | Sambenedettese-Marzotto Valdagno | 1-4           | 24 feb.       |
| 7 ott.      | 0-0         | Simmenthal Monza-Como            | 1-2           | 24 feb.       |

| andata (3ª) | andata (3ª) | Terza giornata            | ritorno (20ª) | ritorno (20ª) |
|             |             |                           |               |               |
| 30 set.     | 1-1         | Brescia-Marzotto Valdagno | 0-1           | 17 feb.       |
| 30 set.     | 0-2         | Cagliari-Simmenthal Monza | 0-2           | 17 feb.       |
| 30 set.     | 2-2         | Catania-Alessandria       | 0-1           | 17 feb.       |
| 30 set.     | 1-0         | Como-Sambenedettese       | 1-1           | 17 feb.       |
| 30 set.     | 1-0         | Messina-Legnano           | 0-2           | 17 feb.       |
| 30 set.     | 0-0         | Parma-Modena              | 0-2           | 17 feb.       |
| 30 set.     | 0-3         | Pro Patria-Venezia        | 0-2           | 17 feb.       |
| 30 set.     | 2-0         | Taranto-Novara            | 0-0           | 17 feb.       |
| 30 set.     | 4-0         | Verona-Bari               | 1-2           | 17 feb.       |

| andata (4ª) | andata (4ª) | Quarta giornata                  | ritorno (21ª) | ritorno (21ª) |
|             |             |                                  |               |               |
| 7 ott.      | 2-0         | Cagliari-Venezia                 | 1-2           | 24 feb.       |
| 7 ott.      | 3-0         | Catania-Legnano                  | 1-1           | 24 feb.       |
| 7 ott.      | 1-1         | Messina-Alessandria              | 1-3           | 24 feb.       |
| 7 ott.      | 1-1         | Modena-Bari                      | 0-1           | 24 feb.       |
| 7 ott.      | 0-0         | Novara-Verona                    | 1-3           | 24 feb.       |
| 7 ott.      | 1-1         | Parma-Taranto                    | 1-4           | 24 feb.       |
| 7 ott.      | 2-2         | Pro Patria-Brescia               | 2-2           | 24 feb.       |
| 7 ott.      | 3-1         | Sambenedettese-Marzotto Valdagno | 1-4           | 24 feb.       |
| 7 ott.      | 0-0         | Simmenthal Monza-Como            | 1-2           | 24 feb.       |

| andata (5ª) | andata (5ª) | Quinta giornata            | ritorno (22ª) | ritorno (22ª) |
|             |             |                            |               |               |
| 14 ott.     | 2-1         | Alessandria-Pro Patria     | 1-0           | 3 mar.        |
| 14 ott.     | 1-0         | Bari-Messina               | 0-1           | 3 mar.        |
| 14 ott.     | 0-0         | Brescia-Sambenedettese     | 1-2           | 3 mar.        |
| 14 ott.     | 0-1         | Como-Parma                 | 0-0           | 3 mar.        |
| 14 ott.     | 1-2         | Legnano-Modena             | 0-3           | 3 mar.        |
| 14 ott.     | 0-0         | Marzotto Valdagno-Cagliari | 0-2           | 3 mar.        |
| 14 ott.     | 2-1         | Taranto-Catania            | 0-2           | 3 mar.        |
| 14 ott.     | 4-0         | Venezia-Novara             | 1-1           | 3 mar.        |
| 14 ott.     | 0-0         | Verona-Simmenthal Monza    | 0-2           | 3 mar.        |

| andata (6ª) | andata (6ª) | Sesta giornata           | ritorno (23ª) | ritorno (23ª) |
|             |             |                          |               |               |
| 21 ott.     | 1-1         | Alessandria-Cagliari     | 0-0           | 10 mar.       |
| 21 ott.     | 1-0         | Catania-Messina          | 3-1           | 10 mar.       |
| 21 ott.     | 2-1         | Modena-Como              | 1-2           | 10 mar.       |
| 21 ott.     | 1-1         | Novara-Marzotto Valdagno | 0-0           | 10 mar.       |
| 21 ott.     | 0-0         | Parma-Brescia            | 0-2           | 10 mar.       |
| 21 ott.     | 2-1         | Pro Patria-Legnano       | 0-1           | 10 mar.       |
| 21 ott.     | 0-2         | Sambenedettese-Verona    | 1-1           | 10 mar.       |
| 21 ott.     | 3-1         | Simmenthal Monza-Venezia | 1-5           | 10 mar.       |
| 21 ott.     | 3-1         | Taranto-Bari             | 2-3           | 10 mar.       |

| andata (5ª) | andata (5ª) | Quinta giornata            | ritorno (22ª) | ritorno (22ª) |
|             |             |                            |               |               |
| 14 ott.     | 2-1         | Alessandria-Pro Patria     | 1-0           | 3 mar.        |
| 14 ott.     | 1-0         | Bari-Messina               | 0-1           | 3 mar.        |
| 14 ott.     | 0-0         | Brescia-Sambenedettese     | 1-2           | 3 mar.        |
| 14 ott.     | 0-1         | Como-Parma                 | 0-0           | 3 mar.        |
| 14 ott.     | 1-2         | Legnano-Modena             | 0-3           | 3 mar.        |
| 14 ott.     | 0-0         | Marzotto Valdagno-Cagliari | 0-2           | 3 mar.        |
| 14 ott.     | 2-1         | Taranto-Catania            | 0-2           | 3 mar.        |
| 14 ott.     | 4-0         | Venezia-Novara             | 1-1           | 3 mar.        |
| 14 ott.     | 0-0         | Verona-Simmenthal Monza    | 0-2           | 3 mar.        |

| andata (6ª) | andata (6ª) | Sesta giornata           | ritorno (23ª) | ritorno (23ª) |
|             |             |                          |               |               |
| 21 ott.     | 1-1         | Alessandria-Cagliari     | 0-0           | 10 mar.       |
| 21 ott.     | 1-0         | Catania-Messina          | 3-1           | 10 mar.       |
| 21 ott.     | 2-1         | Modena-Como              | 1-2           | 10 mar.       |
| 21 ott.     | 1-1         | Novara-Marzotto Valdagno | 0-0           | 10 mar.       |
| 21 ott.     | 0-0         | Parma-Brescia            | 0-2           | 10 mar.       |
| 21 ott.     | 2-1         | Pro Patria-Legnano       | 0-1           | 10 mar.       |
| 21 ott.     | 0-2         | Sambenedettese-Verona    | 1-1           | 10 mar.       |
| 21 ott.     | 3-1         | Simmenthal Monza-Venezia | 1-5           | 10 mar.       |
| 21 ott.     | 3-1         | Taranto-Bari             | 2-3           | 10 mar.       |

| andata (7ª) | andata (7ª) | Settima giornata        | ritorno (24ª) | ritorno (24ª) |
|             |             |                         |               |               |
| 28 ott.     | 1-0         | Bari-Simmenthal Monza   | 1-0           | 17 mar.       |
| 28 ott.     | 1-0         | Brescia-Novara          | 0-4           | 19 mar.       |
| 28 ott.     | 1-0         | Cagliari-Catania        | 1-2           | 17 mar.       |
| 28 ott.     | 1-0         | Como-Alessandria        | 3-3           | 17 mar.       |
| 28 ott.     | 1-1         | Legnano-Sambenedettese  | 0-2           | 17 mar.       |
| 28 ott.     | 3-1         | Marzotto Valdagno-Parma | 0-0           | 17 mar.       |
| 28 ott.     | 2-0         | Messina-Taranto         | 0-0           | 17 mar.       |
| 28 ott.     | 2-1         | Venezia-Modena          | 0-0           | 17 mar.       |
| 28 ott.     | 1-0         | Verona-Pro Patria       | 2-1           | 17 mar.       |

| andata (8ª) | andata (8ª) | Ottava giornata              | ritorno (25ª) | ritorno (25ª) |
|             |             |                              |               |               |
| 18 nov.     | 3-1         | Alessandria-Verona           | 0-1           | 24 mar.       |
| 18 nov.     | 1-0         | Cagliari-Messina             | 0-2           | 24 mar.       |
| 18 nov.     | 1-0         | Catania-Bari                 | 0-1           | 24 mar.       |
| 18 nov.     | 0-1         | Modena-Brescia               | 0-2           | 24 mar.       |
| 18 nov.     | 2-1         | Parma-Legnano                | 2-1           | 24 mar.       |
| 18 nov.     | 1-3         | Pro Patria-Marzotto Valdagno | 1-2           | 24 mar.       |
| 18 nov.     | 0-0         | Novara-Como                  | 2-0           | 24 mar.       |
| 18 nov.     | 1-1         | Sambenedettese-Venezia       | 1-1           | 24 mar.       |
| 4 nov.      | 2-0         | Taranto-Simmenthal Monza     | 2-3           | 24 mar.       |

| andata (7ª) | andata (7ª) | Settima giornata        | ritorno (24ª) | ritorno (24ª) |
|             |             |                         |               |               |
| 28 ott.     | 1-0         | Bari-Simmenthal Monza   | 1-0           | 17 mar.       |
| 28 ott.     | 1-0         | Brescia-Novara          | 0-4           | 19 mar.       |
| 28 ott.     | 1-0         | Cagliari-Catania        | 1-2           | 17 mar.       |
| 28 ott.     | 1-0         | Como-Alessandria        | 3-3           | 17 mar.       |
| 28 ott.     | 1-1         | Legnano-Sambenedettese  | 0-2           | 17 mar.       |
| 28 ott.     | 3-1         | Marzotto Valdagno-Parma | 0-0           | 17 mar.       |
| 28 ott.     | 2-0         | Messina-Taranto         | 0-0           | 17 mar.       |
| 28 ott.     | 2-1         | Venezia-Modena          | 0-0           | 17 mar.       |
| 28 ott.     | 1-0         | Verona-Pro Patria       | 2-1           | 17 mar.       |

| andata (8ª) | andata (8ª) | Ottava giornata              | ritorno (25ª) | ritorno (25ª) |
|             |             |                              |               |               |
| 18 nov.     | 3-1         | Alessandria-Verona           | 0-1           | 24 mar.       |
| 18 nov.     | 1-0         | Cagliari-Messina             | 0-2           | 24 mar.       |
| 18 nov.     | 1-0         | Catania-Bari                 | 0-1           | 24 mar.       |
| 18 nov.     | 0-1         | Modena-Brescia               | 0-2           | 24 mar.       |
| 18 nov.     | 2-1         | Parma-Legnano                | 2-1           | 24 mar.       |
| 18 nov.     | 1-3         | Pro Patria-Marzotto Valdagno | 1-2           | 24 mar.       |
| 18 nov.     | 0-0         | Novara-Como                  | 2-0           | 24 mar.       |
| 18 nov.     | 1-1         | Sambenedettese-Venezia       | 1-1           | 24 mar.       |
| 4 nov.      | 2-0         | Taranto-Simmenthal Monza     | 2-3           | 24 mar.       |

| andata (9ª) | andata (9ª) | Nona giornata                 | ritorno (26ª) | ritorno (26ª) |
|             |             |                               |               |               |
| 25 nov.     | 0-2         | Bari-Parma                    | 0-0           | 31 mar.       |
| 25 nov.     | 2-1         | Brescia-Messina               | 1-0           | 31 mar.       |
| 25 nov.     | 1-0         | Como-Cagliari                 | 0-3           | 31 mar.       |
| 25 nov.     | 1-2         | Legnano-Novara                | 0-2           | 31 mar.       |
| 25 nov.     | 1-2         | Marzotto Valdagno-Alessandria | 0-0           | 31 mar.       |
| 25 nov.     | 0-2         | Sambenedettese-Catania        | 0-0           | 31 mar.       |
| 25 nov.     | 0-1         | Simmenthal Monza-Pro Patria   | 1-2           | 31 mar.       |
| 25 nov.     | 2-0         | Venezia-Taranto               | 1-1           | 31 mar.       |
| 25 nov.     | 2-0         | Verona-Modena                 | 1-1           | 31 mar.       |

| andata (10ª) | andata (10ª) | Decima giornata              | ritorno (27ª) | ritorno (27ª) |
|              |              |                              |               |               |
| 2 dic.       | 2-0          | Alessandria-Simmenthal Monza | 1-2           | 7 apr.        |
| 2 dic.       | 0-1          | Brescia-Catania              | 0-2           | 7 apr.        |
| 2 dic.       | 1-1          | Cagliari-Legnano             | 2-3           | 7 apr.        |
| 2 dic.       | 0-0          | Messina-Verona               | 0-2           | 7 apr.        |
| 2 dic.       | 1-1          | Modena-Marzotto Valdagno     | 0-1           | 7 apr.        |
| 2 dic.       | 5-3          | Novara-Bari                  | 2-2           | 7 apr.        |
| 2 dic.       | 0-0          | Parma-Venezia                | 1-1           | 7 apr.        |
| 2 dic.       | 4-1          | Pro Patria-Sambenedettese    | 0-2           | 7 apr.        |
| 2 dic.       | 2-1          | Taranto-Como                 | 1-3           | 7 apr.        |

| andata (9ª) | andata (9ª) | Nona giornata                 | ritorno (26ª) | ritorno (26ª) |
|             |             |                               |               |               |
| 25 nov.     | 0-2         | Bari-Parma                    | 0-0           | 31 mar.       |
| 25 nov.     | 2-1         | Brescia-Messina               | 1-0           | 31 mar.       |
| 25 nov.     | 1-0         | Como-Cagliari                 | 0-3           | 31 mar.       |
| 25 nov.     | 1-2         | Legnano-Novara                | 0-2           | 31 mar.       |
| 25 nov.     | 1-2         | Marzotto Valdagno-Alessandria | 0-0           | 31 mar.       |
| 25 nov.     | 0-2         | Sambenedettese-Catania        | 0-0           | 31 mar.       |
| 25 nov.     | 0-1         | Simmenthal Monza-Pro Patria   | 1-2           | 31 mar.       |
| 25 nov.     | 2-0         | Venezia-Taranto               | 1-1           | 31 mar.       |
| 25 nov.     | 2-0         | Verona-Modena                 | 1-1           | 31 mar.       |

| andata (10ª) | andata (10ª) | Decima giornata              | ritorno (27ª) | ritorno (27ª) |
|              |              |                              |               |               |
| 2 dic.       | 2-0          | Alessandria-Simmenthal Monza | 1-2           | 7 apr.        |
| 2 dic.       | 0-1          | Brescia-Catania              | 0-2           | 7 apr.        |
| 2 dic.       | 1-1          | Cagliari-Legnano             | 2-3           | 7 apr.        |
| 2 dic.       | 0-0          | Messina-Verona               | 0-2           | 7 apr.        |
| 2 dic.       | 1-1          | Modena-Marzotto Valdagno     | 0-1           | 7 apr.        |
| 2 dic.       | 5-3          | Novara-Bari                  | 2-2           | 7 apr.        |
| 2 dic.       | 0-0          | Parma-Venezia                | 1-1           | 7 apr.        |
| 2 dic.       | 4-1          | Pro Patria-Sambenedettese    | 0-2           | 7 apr.        |
| 2 dic.       | 2-1          | Taranto-Como                 | 1-3           | 7 apr.        |

| andata (11ª) | andata (11ª) | Undicesima giornata        | ritorno (28ª) | ritorno (28ª) |
|              |              |                            |               |               |
| 16 dic.      | 1-0          | Bari-Como                  | 0-2           | 14 apr.       |
| 16 dic.      | 1-0          | Cagliari-Brescia           | 1-2           | 14 apr.       |
| 9 dic.       | 1-1          | Catania-Verona             | 2-3           | 14 apr.       |
| 16 dic.      | 2-1          | Legnano-Taranto            | 1-4           | 14 apr.       |
| 16 dic.      | 1-2          | Marzotto Valdagno-Venezia  | 1-1           | 14 apr.       |
| 16 dic.      | 2-2          | Messina-Parma              | 1-2           | 14 apr.       |
| 16 dic.      | 2-2          | Pro Patria-Novara          | 0-0           | 14 apr.       |
| 16 dic.      | 1-1          | Sambenedettese-Alessandria | 1-4           | 14 apr.       |
| 16 dic.      | 2-0          | Simmenthal Monza-Modena    | 1-2           | 14 apr.       |

| andata (12ª) | andata (12ª) | Dodicesima giornata      | ritorno (29ª) | ritorno (29ª) |
|              |              |                          |               |               |
| 23 dic.      | 2-1          | Catania-Parma            | 1-2           | 21 apr.       |
| 23 dic.      | 1-0          | Como-Messina             | 0-0           | 28 apr.       |
| 23 dic.      | 0-0          | Legnano-Bari             | 1-0           | 20 apr.       |
| 23 dic.      | 5-1          | Novara-Modena            | 1-3           | 28 apr.       |
| 23 dic.      | 0-0          | Sambenedettese-Cagliari  | 1-1           | 28 apr.       |
| 23 dic.      | 1-4          | Simmenthal Monza-Brescia | 0-1           | 28 apr.       |
| 23 dic.      | 0-0          | Taranto-Pro Patria       | 0-1           | 28 apr.       |
| 23 dic.      | 2-0          | Venezia-Alessandria      | 1-1           | 28 apr.       |
| 23 dic.      | 1-1          | Verona-Marzotto Valdagno | 0-2           | 28 apr.       |

| andata (11ª) | andata (11ª) | Undicesima giornata        | ritorno (28ª) | ritorno (28ª) |
|              |              |                            |               |               |
| 16 dic.      | 1-0          | Bari-Como                  | 0-2           | 14 apr.       |
| 16 dic.      | 1-0          | Cagliari-Brescia           | 1-2           | 14 apr.       |
| 9 dic.       | 1-1          | Catania-Verona             | 2-3           | 14 apr.       |
| 16 dic.      | 2-1          | Legnano-Taranto            | 1-4           | 14 apr.       |
| 16 dic.      | 1-2          | Marzotto Valdagno-Venezia  | 1-1           | 14 apr.       |
| 16 dic.      | 2-2          | Messina-Parma              | 1-2           | 14 apr.       |
| 16 dic.      | 2-2          | Pro Patria-Novara          | 0-0           | 14 apr.       |
| 16 dic.      | 1-1          | Sambenedettese-Alessandria | 1-4           | 14 apr.       |
| 16 dic.      | 2-0          | Simmenthal Monza-Modena    | 1-2           | 14 apr.       |

| andata (12ª) | andata (12ª) | Dodicesima giornata      | ritorno (29ª) | ritorno (29ª) |
|              |              |                          |               |               |
| 23 dic.      | 2-1          | Catania-Parma            | 1-2           | 21 apr.       |
| 23 dic.      | 1-0          | Como-Messina             | 0-0           | 28 apr.       |
| 23 dic.      | 0-0          | Legnano-Bari             | 1-0           | 20 apr.       |
| 23 dic.      | 5-1          | Novara-Modena            | 1-3           | 28 apr.       |
| 23 dic.      | 0-0          | Sambenedettese-Cagliari  | 1-1           | 28 apr.       |
| 23 dic.      | 1-4          | Simmenthal Monza-Brescia | 0-1           | 28 apr.       |
| 23 dic.      | 0-0          | Taranto-Pro Patria       | 0-1           | 28 apr.       |
| 23 dic.      | 2-0          | Venezia-Alessandria      | 1-1           | 28 apr.       |
| 23 dic.      | 1-1          | Verona-Marzotto Valdagno | 0-2           | 28 apr.       |

| andata (13ª) | andata (13ª) | Tredicesima giornata      | ritorno (30ª) | ritorno (30ª) |
|              |              |                           |               |               |
| 30 dic.      | 3-1          | Alessandria-Taranto       | 1-2           | 5 mag.        |
| 30 dic.      | 2-1          | Bari-Pro Patria           | 0-1           | 5 mag.        |
| 30 dic.      | 1-0          | Brescia-Venezia           | 1-0           | 5 mag.        |
| 30 dic.      | 1-0          | Como-Catania              | 0-3           | 5 mag.        |
| 30 dic.      | 2-0          | Marzotto Valdagno-Legnano | 1-1           | 5 mag.        |
| 30 dic.      | 0-0          | Messina-Simmenthal Monza  | 0-4           | 5 mag.        |
| 30 dic.      | 0-0          | Modena-Sambenedettese     | 2-0           | 5 mag.        |
| 30 dic.      | 0-0          | Parma-Novara              | 0-1           | 5 mag.        |
| 30 dic.      | 1-0          | Verona-Cagliari           | 1-3           | 5 mag.        |

| andata (14ª) | andata (14ª) | Quattordicesima giornata | ritorno (31ª) | ritorno (31ª) |
|              |              |                          |               |               |
| 6 gen.       | 4-2          | Alessandria-Bari         | 0-0           | 19 mag.       |
| 6 gen.       | 0-1          | Brescia-Verona           | 0-1           | 19 mag.       |
| 6 gen.       | 0-1          | Cagliari-Modena          | 0-1           | 19 mag.       |
| 6 gen.       | 3-1          | Catania-Simmenthal Monza | 1-2           | 19 mag.       |
| 6 gen.       | 2-1          | Marzotto Valdagno-Como   | 1-3           | 19 mag.       |
| 6 gen.       | 1-0          | Novara-Messina           | 0-0           | 19 mag.       |
| 6 gen.       | 0-0          | Pro Patria-Parma         | 2-2           | 19 mag.       |
| 6 gen.       | 3-0          | Sambenedettese-Taranto   | 1-0           | 19 mag.       |
| 7 gen.       | 2-1          | Venezia-Legnano          | 1-0           | 19 mag.       |

| andata (13ª) | andata (13ª) | Tredicesima giornata      | ritorno (30ª) | ritorno (30ª) |
|              |              |                           |               |               |
| 30 dic.      | 3-1          | Alessandria-Taranto       | 1-2           | 5 mag.        |
| 30 dic.      | 2-1          | Bari-Pro Patria           | 0-1           | 5 mag.        |
| 30 dic.      | 1-0          | Brescia-Venezia           | 1-0           | 5 mag.        |
| 30 dic.      | 1-0          | Como-Catania              | 0-3           | 5 mag.        |
| 30 dic.      | 2-0          | Marzotto Valdagno-Legnano | 1-1           | 5 mag.        |
| 30 dic.      | 0-0          | Messina-Simmenthal Monza  | 0-4           | 5 mag.        |
| 30 dic.      | 0-0          | Modena-Sambenedettese     | 2-0           | 5 mag.        |
| 30 dic.      | 0-0          | Parma-Novara              | 0-1           | 5 mag.        |
| 30 dic.      | 1-0          | Verona-Cagliari           | 1-3           | 5 mag.        |

| andata (14ª) | andata (14ª) | Quattordicesima giornata | ritorno (31ª) | ritorno (31ª) |
|              |              |                          |               |               |
| 6 gen.       | 4-2          | Alessandria-Bari         | 0-0           | 19 mag.       |
| 6 gen.       | 0-1          | Brescia-Verona           | 0-1           | 19 mag.       |
| 6 gen.       | 0-1          | Cagliari-Modena          | 0-1           | 19 mag.       |
| 6 gen.       | 3-1          | Catania-Simmenthal Monza | 1-2           | 19 mag.       |
| 6 gen.       | 2-1          | Marzotto Valdagno-Como   | 1-3           | 19 mag.       |
| 6 gen.       | 1-0          | Novara-Messina           | 0-0           | 19 mag.       |
| 6 gen.       | 0-0          | Pro Patria-Parma         | 2-2           | 19 mag.       |
| 6 gen.       | 3-0          | Sambenedettese-Taranto   | 1-0           | 19 mag.       |
| 7 gen.       | 2-1          | Venezia-Legnano          | 1-0           | 19 mag.       |

| andata (15ª) | andata (15ª) | Quindicesima giornata           | ritorno (32ª) | ritorno (32ª) |
|              |              |                                 |               |               |
| 13 gen.      | 4-1          | Bari-Brescia                    | 1-4           | 2 giu.        |
| 13 gen.      | 1-0          | Como-Venezia                    | 0-2           | 2 giu.        |
| 13 gen.      | 2-1          | Legnano-Verona                  | 1-2           | 2 giu.        |
| 13 gen.      | 1-1          | Modena-Messina                  | 0-1           | 2 giu.        |
| 13 gen.      | 1-1          | Novara-Catania                  | 1-4           | 2 giu.        |
| 13 gen.      | 2-0          | Parma-Alessandria               | 0-2           | 2 giu.        |
| 13 gen.      | 1-2          | Pro Patria-Cagliari             | 1-2           | 2 giu.        |
| 13 gen.      | 3-1          | Simmenthal Monza-Sambenedettese | 0-4           | 2 giu.        |
| 13 gen.      | 1-0          | Taranto-Marzotto Valdagno       | 1-0           | 2 giu.        |

| andata (16ª) | andata (16ª) | Sedicesima giornata      | ritorno (33ª) | ritorno (33ª) |
|              |              |                          |               |               |
| 20 gen.      | 2-0          | Alessandria-Novara       | 4-0           | 9 giu.        |
| 20 gen.      | 0-1          | Bari-Marzotto Valdagno   | 1-1           | 9 giu.        |
| 20 gen.      | 2-0          | Brescia-Como             | 2-1           | 9 giu.        |
| 20 gen.      | 2-0          | Cagliari-Parma           | 0-4           | 9 giu.        |
| 20 gen.      | 2-0          | Catania-Pro Patria       | 3-2           | 9 giu.        |
| 20 gen.      | 3-0          | Messina-Sambenedettese   | 1-2           | 9 giu.        |
| 20 gen.      | 3-2          | Modena-Taranto           | 0-0           | 9 giu.        |
| 20 gen.      | 1-1          | Simmenthal Monza-Legnano | 1-1           | 9 giu.        |
| 20 gen.      | 2-1          | Verona-Venezia           | 0-0           | 9 giu.        |

| andata (15ª) | andata (15ª) | Quindicesima giornata           | ritorno (32ª) | ritorno (32ª) |
|              |              |                                 |               |               |
| 13 gen.      | 4-1          | Bari-Brescia                    | 1-4           | 2 giu.        |
| 13 gen.      | 1-0          | Como-Venezia                    | 0-2           | 2 giu.        |
| 13 gen.      | 2-1          | Legnano-Verona                  | 1-2           | 2 giu.        |
| 13 gen.      | 1-1          | Modena-Messina                  | 0-1           | 2 giu.        |
| 13 gen.      | 1-1          | Novara-Catania                  | 1-4           | 2 giu.        |
| 13 gen.      | 2-0          | Parma-Alessandria               | 0-2           | 2 giu.        |
| 13 gen.      | 1-2          | Pro Patria-Cagliari             | 1-2           | 2 giu.        |
| 13 gen.      | 3-1          | Simmenthal Monza-Sambenedettese | 0-4           | 2 giu.        |
| 13 gen.      | 1-0          | Taranto-Marzotto Valdagno       | 1-0           | 2 giu.        |

| andata (16ª) | andata (16ª) | Sedicesima giornata      | ritorno (33ª) | ritorno (33ª) |
|              |              |                          |               |               |
| 20 gen.      | 2-0          | Alessandria-Novara       | 4-0           | 9 giu.        |
| 20 gen.      | 0-1          | Bari-Marzotto Valdagno   | 1-1           | 9 giu.        |
| 20 gen.      | 2-0          | Brescia-Como             | 2-1           | 9 giu.        |
| 20 gen.      | 2-0          | Cagliari-Parma           | 0-4           | 9 giu.        |
| 20 gen.      | 2-0          | Catania-Pro Patria       | 3-2           | 9 giu.        |
| 20 gen.      | 3-0          | Messina-Sambenedettese   | 1-2           | 9 giu.        |
| 20 gen.      | 3-2          | Modena-Taranto           | 0-0           | 9 giu.        |
| 20 gen.      | 1-1          | Simmenthal Monza-Legnano | 1-1           | 9 giu.        |
| 20 gen.      | 2-1          | Verona-Venezia           | 0-0           | 9 giu.        |

| \| andata (17ª) \| andata (17ª) \| Diciassettesima giornata \| ritorno (34ª) \| ritorno (34ª) \| \| \| \| \| \| \| \| 27 gen. \| 1-0 \| Catania-Modena \| 0-1 \| 16 giu. \| \| 27 gen. \| 4-3 \| Como-Verona \| 1-1 \| 16 giu. \| \| 27 gen. \| 3-2 \| Legnano-Alessandria \| 2-4 \| 16 giu. \| \| 27 gen. \| 2-2 \| Marzotto Valdagno-Simmenthal Monza \| 1-2 \| 16 giu. \| \| 27 gen. \| 0-0 \| Messina-Pro Patria \| 2-2 \| 16 giu. \| \| 27 gen. \| 3-0 \| Novara-Cagliari \| 1-1 \| 16 giu. \| \| 27 gen. \| 1-1 \| Sambenedettese-Parma \| 0-4 \| 16 giu. \| \| 27 gen. \| 0-3 \| Taranto-Brescia \| 0-2 \| 16 giu. \| \| 27 gen. \| 1-0 \| Venezia-Bari \| 2-0 \| 16 giu. \| |              |                                    |               |               |
| andata (17ª) | andata (17ª) | Diciassettesima giornata           | ritorno (34ª) | ritorno (34ª) |
| |              |                                    |               |               |
| 27 gen. | 1-0          | Catania-Modena                     | 0-1           | 16 giu.       |
| 27 gen. | 4-3          | Como-Verona                        | 1-1           | 16 giu.       |
| 27 gen. | 3-2          | Legnano-Alessandria                | 2-4           | 16 giu.       |
| 27 gen. | 2-2          | Marzotto Valdagno-Simmenthal Monza | 1-2           | 16 giu.       |
| 27 gen. | 0-0          | Messina-Pro Patria                 | 2-2           | 16 giu.       |
| 27 gen. | 3-0          | Novara-Cagliari                    | 1-1           | 16 giu.       |
| 27 gen. | 1-1          | Sambenedettese-Parma               | 0-4           | 16 giu.       |
| 27 gen. | 0-3          | Taranto-Brescia                    | 0-2           | 16 giu.       |
| 27 gen. | 1-0          | Venezia-Bari                       | 2-0           | 16 giu.       |

| andata (17ª) | andata (17ª) | Diciassettesima giornata           | ritorno (34ª) | ritorno (34ª) |
|              |              |                                    |               |               |
| 27 gen.      | 1-0          | Catania-Modena                     | 0-1           | 16 giu.       |
| 27 gen.      | 4-3          | Como-Verona                        | 1-1           | 16 giu.       |
| 27 gen.      | 3-2          | Legnano-Alessandria                | 2-4           | 16 giu.       |
| 27 gen.      | 2-2          | Marzotto Valdagno-Simmenthal Monza | 1-2           | 16 giu.       |
| 27 gen.      | 0-0          | Messina-Pro Patria                 | 2-2           | 16 giu.       |
| 27 gen.      | 3-0          | Novara-Cagliari                    | 1-1           | 16 giu.       |
| 27 gen.      | 1-1          | Sambenedettese-Parma               | 0-4           | 16 giu.       |
| 27 gen.      | 0-3          | Taranto-Brescia                    | 0-2           | 16 giu.       |
| 27 gen.      | 1-0          | Venezia-Bari                       | 2-0           | 16 giu.       |

## Spareggi

### Spareggio promozione
|             | Risultati |         | Luogo e data           |
| ----------- | --------- | ------- | ---------------------- |
| Alessandria | 2-1 (dts) | Brescia | Milano, 23 giugno 1957 |

## Statistiche

### Squadre

#### Capoliste solitarie
|    | —— | —— | —— | —— | ——     | ——     | ——     | ——     | ——  | ——  | ——     | ——     | ——     | ——     | ——     | ——  | ——  | ——  | ——  | ——  | ——  | ——  | ——  | ——  | ——  | ——  | ——     | ——     | ——  | ——     | ——     | ——     | ——     | —— |  |
|    |    |    |    |    | Verona | Verona | Verona | Verona |     |     | Verona | Verona | Verona | Verona | Verona |     |     |     |     |     | Ale |     | Cat |     |     |     | Verona | Verona |     | Verona | Verona | Verona | Verona |    |  |
|    |    |    |    |    |        |        |        |        |     |     |        |        |        |        |        |     |     |     |     |     |     |     |     |     |     |     |        |        |     |        |        |        |        |    |  |
|    |    |    |    |    |        |        |        |        |     |     |        |        |        |        |        |     |     |     |     |     |     |     |     |     |     |     |        |        |     |        |        |        |        |    |  |
| 1ª | 2ª | 3ª | 4ª | 5ª | 6ª     | 7ª     | 8ª     | 9ª     | 10ª | 11ª | 12ª    | 13ª    | 14ª    | 15ª    | 16ª    | 17ª | 18ª | 19ª | 20ª | 21ª | 22ª | 23ª | 24ª | 25ª | 26ª | 27ª | 28ª    | 29ª    | 30ª | 31ª    | 32ª    | 33ª    | 34ª    |    |  |

#### Classifica in divenire
|                   | 1ª | 2ª | 3ª | 4ª | 5ª | 6ª | 7ª | 8ª | 9ª | 10ª | 11ª | 12ª | 13ª | 14ª | 15ª | 16ª | 17ª | 18ª | 19ª | 20ª | 21ª | 22ª | 23ª | 24ª | 25ª | 26ª | 27ª | 28ª | 29ª | 30ª | 31ª | 32ª | 33ª | 34ª |
|                   |    |    |    |    |    |    |    |    |    |     |     |     |     |     |     |     |     |     |     |     |     |     |     |     |     |     |     |     |     |     |     |     |     |     |
| ----------------- | -- | -- | -- | -- | -- | -- | -- | -- | -- | --- | --- | --- | --- | --- | --- | --- | --- | --- | --- | --- | --- | --- | --- | --- | --- | --- | --- | --- | --- | --- | --- | --- | --- | --- |
| Alessandria       | 2  | 4  | 5  | 6  | 8  | 9  | 9  | 11 | 13 | 15  | 16  | 16  | 18  | 20  | 20  | 22  | 22  | 24  | 24  | 26  | 28  | 30  | 31  | 32  | 32  | 33  | 33  | 35  | 36  | 36  | 37  | 39  | 41  | 43  |
| Bari              | 2  | 3  | 3  | 4  | 6  | 6  | 8  | 8  | 8  | 8   | 10  | 11  | 13  | 13  | 15  | 15  | 15  | 17  | 18  | 20  | 22  | 22  | 24  | 26  | 28  | 29  | 30  | 30  | 30  | 30  | 31  | 31  | 32  | 32  |
| Brescia           | 2  | 2  | 3  | 4  | 5  | 6  | 8  | 10 | 12 | 12  | 12  | 14  | 16  | 16  | 16  | 18  | 20  | 22  | 24  | 24  | 25  | 25  | 27  | 27  | 29  | 31  | 31  | 33  | 35  | 37  | 37  | 39  | 41  | 43  |
| Cagliari          | 2  | 3  | 3  | 5  | 6  | 7  | 9  | 11 | 11 | 12  | 14  | 15  | 15  | 15  | 17  | 19  | 19  | 20  | 21  | 21  | 21  | 23  | 24  | 24  | 24  | 26  | 26  | 26  | 27  | 29  | 29  | 31  | 31  | 32  |
| Catania           | 2  | 2  | 3  | 5  | 5  | 7  | 7  | 9  | 11 | 13  | 14  | 16  | 16  | 18  | 19  | 21  | 23  | 25  | 26  | 26  | 27  | 29  | 31  | 33  | 33  | 34  | 36  | 36  | 36  | 38  | 38  | 40  | 42  | 42  |
| Como              | 1  | 2  | 4  | 5  | 5  | 5  | 7  | 8  | 10 | 10  | 10  | 12  | 14  | 14  | 16  | 16  | 18  | 20  | 21  | 22  | 24  | 25  | 27  | 28  | 28  | 28  | 30  | 32  | 33  | 33  | 35  | 35  | 35  | 36  |
| Legnano           | 0  | 1  | 1  | 1  | 1  | 1  | 2  | 2  | 2  | 3   | 5   | 6   | 6   | 6   | 8   | 9   | 11  | 11  | 12  | 14  | 15  | 15  | 17  | 17  | 17  | 17  | 19  | 19  | 21  | 22  | 22  | 22  | 23  | 23  |
| Marzotto Valdagno | 0  | 0  | 1  | 1  | 2  | 3  | 5  | 7  | 7  | 8   | 8   | 9   | 11  | 13  | 13  | 15  | 16  | 16  | 17  | 19  | 21  | 21  | 22  | 23  | 25  | 26  | 28  | 29  | 31  | 32  | 32  | 32  | 33  | 33  |
| Messina           | 2  | 4  | 6  | 7  | 7  | 7  | 9  | 9  | 9  | 10  | 11  | 11  | 12  | 12  | 13  | 15  | 16  | 18  | 19  | 19  | 19  | 21  | 21  | 22  | 24  | 24  | 24  | 24  | 25  | 25  | 26  | 28  | 28  | 29  |
| Modena            | 0  | 0  | 1  | 2  | 4  | 6  | 6  | 6  | 6  | 7   | 7   | 7   | 8   | 10  | 11  | 13  | 13  | 13  | 14  | 16  | 16  | 18  | 18  | 19  | 19  | 20  | 20  | 22  | 24  | 26  | 28  | 28  | 29  | 31  |
| Novara            | 2  | 3  | 3  | 4  | 4  | 5  | 5  | 6  | 8  | 10  | 11  | 13  | 14  | 16  | 17  | 17  | 19  | 19  | 21  | 22  | 22  | 23  | 24  | 26  | 28  | 30  | 31  | 32  | 32  | 34  | 35  | 35  | 35  | 36  |
| Parma             | 0  | 0  | 1  | 2  | 4  | 5  | 5  | 7  | 9  | 10  | 11  | 11  | 12  | 13  | 15  | 15  | 16  | 16  | 16  | 16  | 16  | 17  | 17  | 18  | 20  | 21  | 22  | 24  | 26  | 26  | 27  | 27  | 29  | 31  |
| Pro Patria        | 1  | 3  | 3  | 4  | 4  | 6  | 6  | 6  | 8  | 10  | 11  | 12  | 12  | 13  | 13  | 13  | 14  | 14  | 15  | 15  | 16  | 16  | 16  | 16  | 16  | 18  | 18  | 19  | 21  | 23  | 24  | 24  | 24  | 25  |
| Sambenedettese    | 0  | 1  | 1  | 3  | 4  | 4  | 5  | 6  | 6  | 6   | 7   | 8   | 9   | 11  | 11  | 11  | 12  | 12  | 12  | 13  | 13  | 15  | 16  | 18  | 19  | 20  | 22  | 22  | 23  | 23  | 25  | 27  | 29  | 29  |
| Simmenthal Monza  | 0  | 2  | 4  | 5  | 6  | 8  | 8  | 8  | 8  | 8   | 10  | 10  | 11  | 11  | 13  | 14  | 15  | 17  | 19  | 21  | 21  | 23  | 23  | 23  | 25  | 25  | 27  | 27  | 27  | 29  | 31  | 31  | 32  | 34  |
| Taranto           | 0  | 0  | 2  | 3  | 5  | 7  | 7  | 9  | 9  | 11  | 11  | 12  | 12  | 12  | 14  | 14  | 14  | 15  | 16  | 17  | 19  | 19  | 19  | 20  | 20  | 21  | 21  | 23  | 23  | 25  | 25  | 27  | 28  | 28  |
| Venezia           | 0  | 2  | 4  | 4  | 6  | 6  | 8  | 9  | 11 | 12  | 14  | 16  | 16  | 18  | 18  | 18  | 20  | 20  | 21  | 23  | 25  | 26  | 28  | 29  | 30  | 31  | 32  | 33  | 34  | 34  | 36  | 38  | 39  | 41  |
| Verona            | 2  | 4  | 6  | 7  | 8  | 10 | 12 | 12 | 14 | 15  | 16  | 17  | 19  | 21  | 21  | 23  | 23  | 25  | 26  | 26  | 28  | 28  | 29  | 31  | 33  | 34  | 36  | 38  | 38  | 38  | 40  | 42  | 43  | 44  |

#### Classifiche di rendimento

##### Rendimento andata-ritorno
| Andata            | Andata | Ritorno           | Ritorno |
|                   |        |                   |         |
| Catania           | 23     | Brescia           | 23      |
| Verona            | 23     | Alessandria       | 21      |
| Alessandria       | 22     | Venezia           | 21      |
| Brescia           | 20     | Verona            | 21      |
| Venezia           | 20     | Catania           | 19      |
| Cagliari          | 19     | Simmenthal Monza  | 19      |
| Novara            | 19     | Como              | 18      |
| Como              | 18     | Modena            | 18      |
| Marzotto Valdagno | 16     | Bari              | 17      |
| Messina           | 16     | Marzotto Valdagno | 17      |
| Parma             | 16     | Novara            | 17      |
| Bari              | 15     | Sambenedettese    | 17      |
| Simmenthal Monza  | 15     | Parma             | 15      |
| Pro Patria        | 14     | Taranto           | 14      |
| Taranto           | 14     | Cagliari          | 13      |
| Modena            | 13     | Messina           | 13      |
| Sambenedettese    | 12     | Legnano           | 12      |
| Legnano           | 11     | Pro Patria        | 11      |

##### Rendimento casa-trasferta
| In casa           | In casa | In trasferta      | In trasferta |
|                   |         |                   |              |
| Alessandria       | 30      | Brescia           | 16           |
| Catania           | 30      | Venezia           | 15           |
| Verona            | 30      | Verona            | 14           |
| Brescia           | 27      | Alessandria       | 13           |
| Como              | 26      | Marzotto Valdagno | 13           |
| Simmenthal Monza  | 26      | Catania           | 12           |
| Venezia           | 26      | Novara            | 11           |
| Novara            | 25      | Como              | 10           |
| Cagliari          | 24      | Parma             | 10           |
| Bari              | 23      | Pro Patria        | 10           |
| Taranto           | 23      | Bari              | 9            |
| Messina           | 22      | Modena            | 9            |
| Modena            | 22      | Sambenedettese    | 9            |
| Parma             | 21      | Cagliari          | 8            |
| Marzotto Valdagno | 20      | Simmenthal Monza  | 8            |
| Sambenedettese    | 20      | Messina           | 7            |
| Legnano           | 18      | Legnano           | 5            |
| Pro Patria        | 15      | Taranto           | 5            |

#### Primati stagionali
- Maggior numero di vittorie: Brescia (19)
- Minor numero di sconfitte: Verona (7)
- Miglior attacco: Alessandria (57 reti fatte)
- Miglior difesa: Venezia (27 reti subite)
- Miglior differenza reti: Catania (+22)
- Maggior numero di pareggi: Novara (14)
- Minor numero di vittorie: Legnano e Pro Patria (7)
- Maggior numero di sconfitte: Legnano (18)
- Peggiore attacco: Messina (28 reti fatte)
- Peggior difesa: Legnano (51 reti subite)
- Peggior differenza reti: Legnano (-20)
- Partita con più reti: Novara-Bari 5-3 (10ª giornata)

### Individuali

#### Classifica marcatori
Nel corso del campionato furono segnati complessivamente 689 gol (di cui 18 su autorete) da 159 diversi giocatori, per una media di 2,25 gol a partita. Di seguito, la classifica dei marcatori.
| Gol | Rigori |  | Giocatore            | Squadra           |
| --- | ------ |  | -------------------- | ----------------- |
| 16  | 1      |  | Paolo Erba           | Parma             |
| 15  |        |  | Giovanni Calegari    | Venezia           |
| 15  | 2      |  | Franco Danova        | Pro Patria        |
| 15  | 1      |  | Antonio Giammarinaro | Taranto           |
| 14  | 2      |  | Aurelio Milani       | Simmenthal Monza  |
| 12  | 5      |  | Giuseppe Marchetto   | Marzotto Valdagno |
| 11  |        |  | Paolo Barison        | Venezia           |
| 11  |        |  | Angelo Buratti       | Sambenedettese    |
| 11  |        |  | Sebastiano Buzzin    | Catania           |
| 11  |        |  | Amedeo Gasparini     | Brescia           |
| 11  |        |  | Egidio Morbello      | Alessandria       |